# Pawpawsaurus
Pawpawsaurus ist eine Gattung der Vogelbeckensaurier aus der Gruppe der Ankylosauria. Sie gehörte zu den Nodosauridae und lebte in der späten Unterkreide in Nordamerika.

## Merkmale
Von Pawpawsaurus ist bislang nur der Schädel bekannt. Er war rund 25 Zentimeter lang, woraus sich Schätzungen der Gesamtlänge von 4,5 Meter ergeben. Der Schädel war wie bei allen Nodosauridae relativ langgestreckt und schmal, zeigte aber einige urtümliche Merkmale. So trug das Praemaxillare (der vorderste Teil des Oberkiefers) noch einige Zähne, der knöcherne Gaumen war auf das vordere Ende der Gaumenregion beschränkt und die knöcherne Nasenscheidewand war noch nicht voll entwickelt. Die Oberseite des Schädels war von kleinen Knochenplatten bedeckt, Pawpawsaurus war der erste Nodosauridae, bei dem verknöcherte Augenlider (die bei Ankylosauridae häufiger sind), entdeckt wurden. Die Zähne waren klein und blattförmig und wie bei allen Ankylosauria an eine pflanzliche Ernährung angepasst. 
Der übrige Körper ist nur durch einzelne, zweifelhafte Knochenfunde bekannt. Wie alle Ankylosauria dürfte Pawpawsaurus sich auf allen vieren fortbewegt und eine Panzerung aus Knochenplatten besessen haben.

## Entdeckung und Benennung
Fossile Überreste von Pawpawsaurus wurden im Tarrant County im US-Bundesstaat Texas entdeckt und 1996 erstbeschrieben. Der Name leitet sich vom Fundort, der Paw-Paw-Formation ab. Einzige Art und somit Typusart ist P. campbelli. Die Funde werden in die späte Unterkreide (spätes Albium) auf ein Alter von 107 bis 100 Millionen Jahren datiert.

## Systematik
Pawpawsaurus wird innerhalb der Ankylosauria zu den basalen Vertretern der Nodosauridae gerechnet und ist wahrscheinlich nahe mit Sauropelta und Silvisaurus verwandt. Aus der gleichen Formation gibt es noch die Funde eines anderen Ankylosauriers namens Texasetes, von dem bislang nur Teile des postkranialen Skeletts gefunden wurden. Möglicherweise handelt es sich dabei um die gleiche Gattung wie Pawpawsaurus.